# Landtagswahlkreis Rhein-Erft-Kreis I
Der Landtagswahlkreis Rhein-Erft-Kreis I ist ein Landtagswahlkreis in Nordrhein-Westfalen. Er umfasst die Städte Bedburg, Bergheim, Pulheim und Elsdorf im Rhein-Erft-Kreis.

## Geschichte
Bei seiner Neuerrichtung zur Landtagswahl 1980 umfasste der Wahlkreis Erftkreis I noch die Gemeinden Bedburg, Bergheim, Elsdorf und Kerpen. 1990 wurde ein Teil von Bergheim dem Wahlkreis Erftkreis II zugeordnet, 2000 verlor der Wahlkreis Erftkreis I Bergheim komplett. Die momentane Einteilung besteht seit 2005.

## Landtagswahl 2022
Wahlberechtigt waren 118.742 Einwohner.
|                   | Partei               | Erststimmen | Erststimmen | Zweitstimmen | Zweitstimmen |
| Anzahl            | Partei               | %           | Anzahl      | %            |              |
| ----------------- | -------------------- | ----------- | ----------- | ------------ | ------------ |
| Wahlberechtigte   | Wahlberechtigte      | 118 742     | 100         | 118 742      | 100          |
| Wähler            | Wähler               | 68 544      | 57,7        | 68 544       | 57,7         |
| Ungültige Stimmen | Ungültige Stimmen    | 678         | 1           | 569          | 0,8          |
| Gültige Stimmen   | Gültige Stimmen      | 67 866      | 100         | 67 975       | 100          |
| davon             |                      |             |             |              |              |
| Romina Plonsker   | CDU                  | 30 282      | 44,6        | 27 428       | 40,4         |
| Bernd Coumanns    | SPD                  | 18 184      | 26,8        | 17 260       | 25,4         |
| Nicolas Zarazua   | FDP                  | 2 724       | 4           | 4 159        | 6,1          |
| Franz Pesch       | AfD                  | 3 858       | 5,7         | 3 864        | 5,7          |
| Ahmet Özdemir     | GRÜNE                | 9 767       | 14,4        | 10 396       | 15,3         |
| Hans Decruppe     | DIE LINKE            | 1 074       | 1,6         | 889          | 1,3          |
| Alessa Flohe      | PIRATEN              | 741         | 1,1         | 319          | 0,5          |
|                   | Die PARTEI           | –           | –           | 435          | 0,6          |
|                   | FREIE WÄHLER         | –           | –           | 476          | 0,7          |
|                   | BIG                  | –           | –           | 29           | 0            |
|                   | ÖDP                  | –           | –           | 40           | 0,1          |
|                   | Volksabstimmung      | –           | –           | 55           | 0,1          |
|                   | MLPD                 | –           | –           | 9            | 0            |
|                   | DIE VIOLETTEN        | –           | –           | 23           | 0            |
|                   | Gesundheitsforschung | –           | –           | 59           | 0,1          |
|                   | ZENTRUM              | –           | –           | 35           | 0,1          |
|                   | DKP                  | –           | –           | 7            | 0            |
| Anne Krämer       | dieBasis             | 595         | 0,9         | 549          | 0,8          |
|                   | DSP                  | –           | –           | 43           | 0,1          |
|                   | Die Urbane.          | –           | –           | 24           | 0            |
| Helene Susojev    | LIEBE                | 350         | 0,5         | 259          | 0,4          |
|                   | FAMILIE              | –           | –           | 153          | 0,2          |
|                   | neo                  | –           | –           | 25           | 0            |
|                   | Die Humanisten       | –           | –           | 53           | 0,1          |
|                   | PdF                  | –           | –           | 51           | 0,1          |
|                   | LfK                  | –           | –           | 57           | 0,1          |
|                   | Tierschutzpartei     | –           | –           | 774          | 1,1          |
| Ruzdija Avdi      | Team Todenhöfer      | 240         | 0,4         | 217          | 0,3          |
|                   | Volt                 | –           | –           | 287          | 0,4          |
| Ekrem Balta       |                      | 51          | 0,1         | –            | –            |

## Landtagswahl 2017
| Direktkandidat      | Partei   | Erststimmen in % | Zweitstimmen in % |
| ------------------- | -------- | ---------------- | ----------------- |
| Guido van den Berg  | SPD      | 36,0             | 30,9              |
| Romina Plonsker     | CDU      | 40,1             | 35,2              |
| Anja von Marenholtz | GRÜNE    | 4,3              | 4,9               |
| Isabelle Batzdorf   | FDP      | 8,2              | 13,5              |
| Stephanie Schmiedke | PIRATEN  | 1,3              | 0,8               |
| Hans Peter Decruppe | LINKE    | 3,5              | 3,3               |
| Franz Rolf Pesch    | AfD      | 6,2              | 8,1               |
| Sonstige            | Sonstige | 0,4              | 3,2               |

Wahlberechtigt waren 118.549 Einwohner. Neben der erstmals direkt gewählten CDU-Abgeordneten Romina Plonsker, die den Wahlkreis nach fünf Jahren für die CDU zurückgewinnen konnte, wurde auch der bisherige SPD-Wahlkreisabgeordnete Guido van den Berg über Platz 14 der SPD-Landesliste in das Parlament gewählt. Van den Berg verstarb am 2. Mai 2019.

## Landtagswahl 2012
| Direktkandidat     | Partei   | Erststimmen in % | Zweitstimmen in % |
| ------------------ | -------- | ---------------- | ----------------- |
| Michael Wiecki     | CDU      | 29,3             | 25,6              |
| Guido van den Berg | SPD      | 43,7             | 39,6              |
| Thomas Roth        | GRÜNE    | 9,0              | 9,6               |
| Isabelle Batzdorf  | FDP      | 7,0              | 10,2              |
| Hannelore Weiland  | LINKE    | 2,0              | 1,7               |
| Thorsten Gronke    | PIRATEN  | 9,0              | 7,8               |
| -                  | Sonstige | -                | 5,5               |

Wahlberechtigt waren 118.837 Einwohner.

## Landtagswahl 2010
| Direktkandidat     | Partei   | Erststimmen in % | Zweitstimmen in % |
| ------------------ | -------- | ---------------- | ----------------- |
| Jürgen Rüttgers    | CDU      | 45,9             | 37,3              |
| Guido van den Berg | SPD      | 34,5             | 32,1              |
| Thomas Roth        | GRÜNE    | 8,5              | 10,7              |
| Horst Engel        | FDP      | 4,1              | 7,8               |
| Hannelore Weiland  | LINKE    | 3,8              | 4,1               |
| Hans-Joachim Over  | Pro NRW  | 3,1              | 3,5               |
| -                  | Sonstige | -                | 4,6               |

Wahlberechtigt waren 119.128 Einwohner.

## Landtagswahl 2005
| Direktkandidat     | Partei | Stimmen in % |
| ------------------ | ------ | ------------ |
| Jürgen Rüttgers    | CDU    | 47,6         |
| Guido van den Berg | SPD    | 35,9         |
| Horst Engel        | FDP    | 7,3          |
| Rüdiger Warnecke   | GRÜNE  | 4,5          |
| Frank Johnen       | WASG   | 1,9          |
| Herbert Schirmer   | NPD    | 1,1          |
| Jens Wagner        | PDS    | 0,8          |
| Manfred Servais    | REP    | 0,6          |
| Karl Mosler        | ödp    | 0,3          |

Wahlberechtigt waren 117.916 Einwohner.

## Landtagswahl 2000 (Erftkreis I)
| Direktkandidat       | Partei | Stimmen in % |
| -------------------- | ------ | ------------ |
| Hans Krings          | SPD    | 46,5         |
| Hildegard Diekhans   | CDU    | 37,5         |
| Angelika Gromann     | FDP    | 9,4          |
| Michael Broich       | GRÜNE  | 4,9          |
| Werner Ratzki        | PDS    | 1,1          |
| Marita Munz-Erichsen | BüSo   | 0,6          |

Wahlberechtigt waren 76.556 Einwohner.